# Seleção Afegã de Futebol de Areia
A Seleção Afegã de Futebol de Areia (em pastó:د افغانستان د ساحلي فوټبال ملي لوبډله) representa o Afeganistão nas competições internacionais de futebol de areia (ou beach soccer). É controlada pela Federação Afegã de Futebol (AFI), entidade que organiza a modalidade no país.

## Melhores Classificações
- Copa do Mundo de Futebol de Areia - Nunca participou da competição.
- Campeonato de Futebol de Areia da AFC - 6º Lugar em 2017